# The Lakes
The Lakes és una concentració de població designada pel cens dels Estats Units a l'estat de Minnesota. Segons el cens del 2000 tenia 619 habitants.

## Demografia
Segons el cens del 2000, The Lakes tenia 619 habitants, 267 habitatges, i 213 famílies. La densitat de població era de 6,7 habitants per km².
Dels 267 habitatges en un 19,1% hi vivien nens de menys de 18 anys, en un 76,8% hi vivien parelles casades, en un 2,2% dones solteres, i en un 20,2% no eren unitats familiars. En el 16,1% dels habitatges hi vivien persones soles el 3,7% de les quals corresponia a persones de 65 anys o més que vivien soles. El nombre mitjà de persones vivint en cada habitatge era de 2,32 i el nombre mitjà de persones que vivien en cada família era de 2,59.
Per edats la població es repartia de la següent manera: un 16,6% tenia menys de 18 anys, un 3,9% entre 18 i 24, un 21,3% entre 25 i 44, un 42,6% de 45 a 60 i un 15,5% 65 anys o més.
L'edat mediana era de 49 anys. Per cada 100 dones de 18 o més anys hi havia 107,2 homes.
La renda mediana per habitatge era de 43.250 $ i la renda mediana per família de 50.357 $. Els homes tenien una renda mediana de 36.250 $ mentre que les dones 22.083 $. La renda per capita de la població era de 23.980 $. Cap de les famílies i el 0,8% de la població estaven per davall del llindar de pobresa.

## Poblacions més properes
El següent diagrama mostra les poblacions més properes.